# چارلز هوارد هینتون
چارلز هوارد هینتون (۱۸۵۳ – ۳۰ آوریل ۱۹۰۷) ریاضی‌دان بریتانیایی و نویسنده آثار علمی-تخیلی با عنوان عاشقانه‌های علمی بود. او به ابعاد بالاتر به ویژه بعد چهارم علاقه داشت. او به خاطر ابداع کلمه «تسرکت» و کارش بر روی روش‌های تجسم هندسه ابعاد بالاتر شهرت دارد.

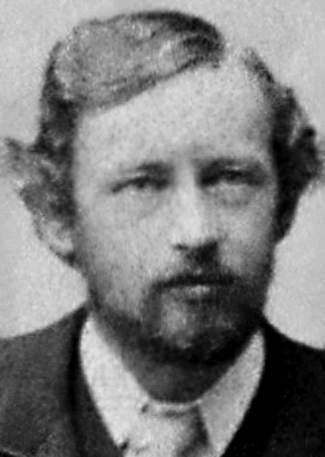
چارلز هوارد هینتون

## زندگی
پدر هینتون، جیمز هینتون، جراح و مدافع چندهمسری بود. چارلز هینتون در بریتانیا به دنیا آمد. خواهر و برادر او شامل طراح لباس آدا نتلشیپ (۱۸۵۶–۱۹۳۲) بود.
هینتون در کالج چلتنهام در حالی که در کالج بالیول، آکسفورد تحصیل می‌کرد، تدریس می‌کرد، جایی که مدرک لیسانس خود را دریافت کرد. در سال ۱۸۷۷. از ۱۸۸۰ تا ۱۸۸۶، او در مدرسه اپینگهام در راتلند، جایی که هوارد کندلر، دوست ادوین ابوت ابوت نیز در آنجا تدریس می‌کرد، تدریس کرد. هینتون همچنین مدرک کارشناسی ارشد خود را از آکسفورد در سال ۱۸۸۶ دریافت کرد.
در سال ۱۸۸۰ هینتون با مری الن، دختر مری اورست بول و جورج بول، بنیانگذار منطق ریاضی ازدواج کرد. این زوج چهار فرزند داشتند: جورج (۱۸۸۲–۱۹۴۳)، اریک (*۱۸۸۴)، ویلیام (۱۸۸۶–۱۹۰۹) و سباستین (۱۸۸۷–۱۹۲۳) (مخترع ورزشگاه جنگل و پدر ویلیام و جوآن هینتون).
در سال ۱۸۸۳ او با ماد فلورانس که از او صاحب فرزندان دوقلو شده بود به نام جان ولدون مراسم ازدواج خود را برگزار کرد. او متعاقباً به دو همسری محکوم شد و سه روز را در زندان گذراند و کار خود را در اپینگهام از دست داد. پدرش جیمز هینتون از طرفداران رادیکال روابط چند همسری بود و به گفته مادر چارلز، جیمز زمانی به او گفته بود: «مسیح ناجی مردان بود، اما من ناجی زنان هستم و به او کمی هم حسادت نمی‌کنم.»
در سال ۱۸۸۷، چارلز به همراه مری الن به ژاپن نقل مکان کرد تا در یک مأموریت کار کند و سپس شغلی را به عنوان مدیر مدرسه دولتی ویکتوریا پذیرفت. در سال ۱۸۹۳ او با کشتی اس اس تاکوما به ایالات متحده سفر کرد تا در دانشگاه پرینستون به عنوان مربی ریاضیات مشغول به کار شود.
در سال ۱۸۹۷، او یک ماشین بازی بیسبال با نیروی باروت را برای تمرین ضربه زدن تیم بیسبال پرینستون طراحی کرد. این دستگاه همه‌کاره بود و می‌توانست سرعت‌های متغیر را با اندازه بریچ قابل تنظیم و شلیک توپ‌های منحنی با استفاده از دو انگشت فولادی با روکش لاستیکی در دهانه پارچ انجام دهد. او با موفقیت این دستگاه را به دانشگاه مینه سوتا معرفی کرد، جایی که هینتون تا سال ۱۹۰۰ به عنوان استادیار در آنجا کار کرد، زمانی که استعفا داد و به رصدخانه نیروی دریایی ایالات متحده در واشینگتن دی سی نقل مکان کرد.
هینتون در پایان عمر خود به عنوان بازرس پتنت‌های شیمیایی برای اداره ثبت اختراع ایالات متحده کار می‌کرد. او در سن ۵۴ سالگی به‌طور غیرمنتظره ای بر اثر خونریزی مغزی در ۳۰ آوریل ۱۹۰۷ در واشینگتن دی سی درگذشت. پس از مرگ ناگهانی هینتون، همسرش، مری الن، در می ۱۹۰۸ در واشینگتن دی سی، خودکشی کرد.

## بعد چهارم
هینتون در مقاله ای با عنوان "بعد چهارم چیست؟" در سال ۱۸۸۰ پیشنهاد کرد که نقاطی که در سه بعد حرکت می‌کنند را می‌توان به صورت مقطع متوالی از آرایش چهار بعدی ایستا خطوطی که از یک صفحه سه بعدی عبور می‌کنند تصور کرد. که مفهوم خطوط جهان را پیش‌بینی می‌کرد. اکتشافات هینتون در فضای بالاتر، مبنای اخلاقی داشت.
هینتون استدلال می‌کند که به دست آوردن درک شهودی از فضای بالاتر مستلزم این است که ما خود را از ایده‌های راست و چپ، بالا و پایین خلاص کنیم، که در موقعیت ما به عنوان ناظر در یک جهان سه بعدی وجود دارد. هینتون این فرایند را «بیرون انداختن خود» می‌نامد، آن را با فرایند همدردی با شخص دیگر برابر می‌داند و به این معناست که این دو فرایند متقابلاً تقویت می‌شوند.
هینتون چندین کلمه جدید برای توصیف عناصر در بعد چهارم ایجاد کرد. با توجه به فرهنگ انگلیسی آکسفورد، او برای اولین بار در سال ۱۸۸۸ از کلمه «تسرکت» در کتاب خود به نام «عصر جدید تفکر» استفاده کرد. آلیسیا بول استات، خواهر شوهرش که او را در آکسفورد می‌شناخت، در زمانی که او در خارج از کشور بود، بر انتشار کتاب نظارت داشت. او همچنین کلمات کاتا (از یونانی به معنای «پایین از») و آنا (از یونانی به معنای «بالا») را برای توصیف دو جهت بعدی بعدی متضاد (یک چهارمین محور حرکت اضافی مشابه چپ-راست) اختراع کرد. (x)، بالا به پایین (y)، و جلو به عقب (z).